# IC 4633
IC 4633 ist eine Spiralgalaxie vom Hubble-Typ Sc im Sternbild Paradiesvogel am Südsternhimmel. Sie ist schätzungsweise 125 Millionen Lichtjahre von der Milchstraße entfernt und hat einen Durchmesser von etwa 155.000 Lichtjahren. Gemeinsam mit IC 4635 und PGC 60085 bildet sie das isolierte, gravitativ gebundene Galaxientrio KTS 54.
Das Objekt wurde am 17. August 1900 von DeLisle Stewart entdeckt.